# Биссинг, Мориц фон

Портрет Морица фон Биссинга

Мориц Фердинанд фон Биссинг (нем. Moritz Ferdinand von Bissing; 30 января 1844—18 апреля 1917) — прусский военачальник, генерал-полковник. Генерал-губернатор оккупированной Бельгии с 1914 по 1917 год.

## Биография
Представитель старого баронского рода, выходцев из Швабии. Родился в Обер Белмансдорфе Провинция Силезия (ныне Суликов Нижнесилезское воеводство Польши).
В 1865 году вступил в прусскую армию в чине лейтенанта кавалерии. В 1882 — ротмистр.
Принимал участие в австро-прусско-итальянской и франко-прусской войнах. В 1887 году в чине майора стал адъютантом прусского цесаревича, а позднее германского императора Вильгельма II.
В 1894 году стал генерал-майором, с 1897 — генерал-лейтенант, командир 29 пехотной дивизии.
С мая 1901 по август 1907 командовал VII армейским корпусом в Мюнстере. Позже ушёл в отставку.
После начала Первой мировой войны М. фон Биссинг отозван на действительную службу и назначен заместителем командира VII армейского корпуса германской армии (август - ноябрь 1914). 
В конце ноября (по другим данным - в начале декабря) 1914 назначен генерал-губернатором оккупированной Бельгии, сменив на этом посту фельдмаршала фон дер Гольца. В декабре 1914 повышен в звании до генерал-полковника. Подал прошение об отставке по состоянию здоровья в апреле 1917 года и скончался через несколько дней.
Кавалер многих орденов.
Отец египтолога Фридриха Вильгельма фон Биссинга.